# Sękowa
Sękowa è un comune rurale polacco del distretto di Gorlice, nel voivodato della Piccola Polonia.
Ricopre una superficie di 194,75 km² e nel 2004 contava 4 743 abitanti.
A Sękowa si trova una delle sei chiese tradizionali in legno che sono Patrimonio dell'umanità UNESCO, denominato Chiese in legno della Piccola Polonia meridionale.